# Дранковець
Дранковець (словен. Drankovec) — поселення в общині Песниця, Подравський регіон‎, Словенія.